# Le Pouget
Le Pouget is een gemeente in het Franse departement Hérault (regio Occitanie). De plaats maakt deel uit van het arrondissement Lodève. Le Pouget telde op 1 januari 2022 2.101 inwoners.

## Geografie
De oppervlakte van Le Pouget bedroeg op 1 januari 2022 13,91 vierkante kilometer; de bevolkingsdichtheid was toen 151 inwoners per km².

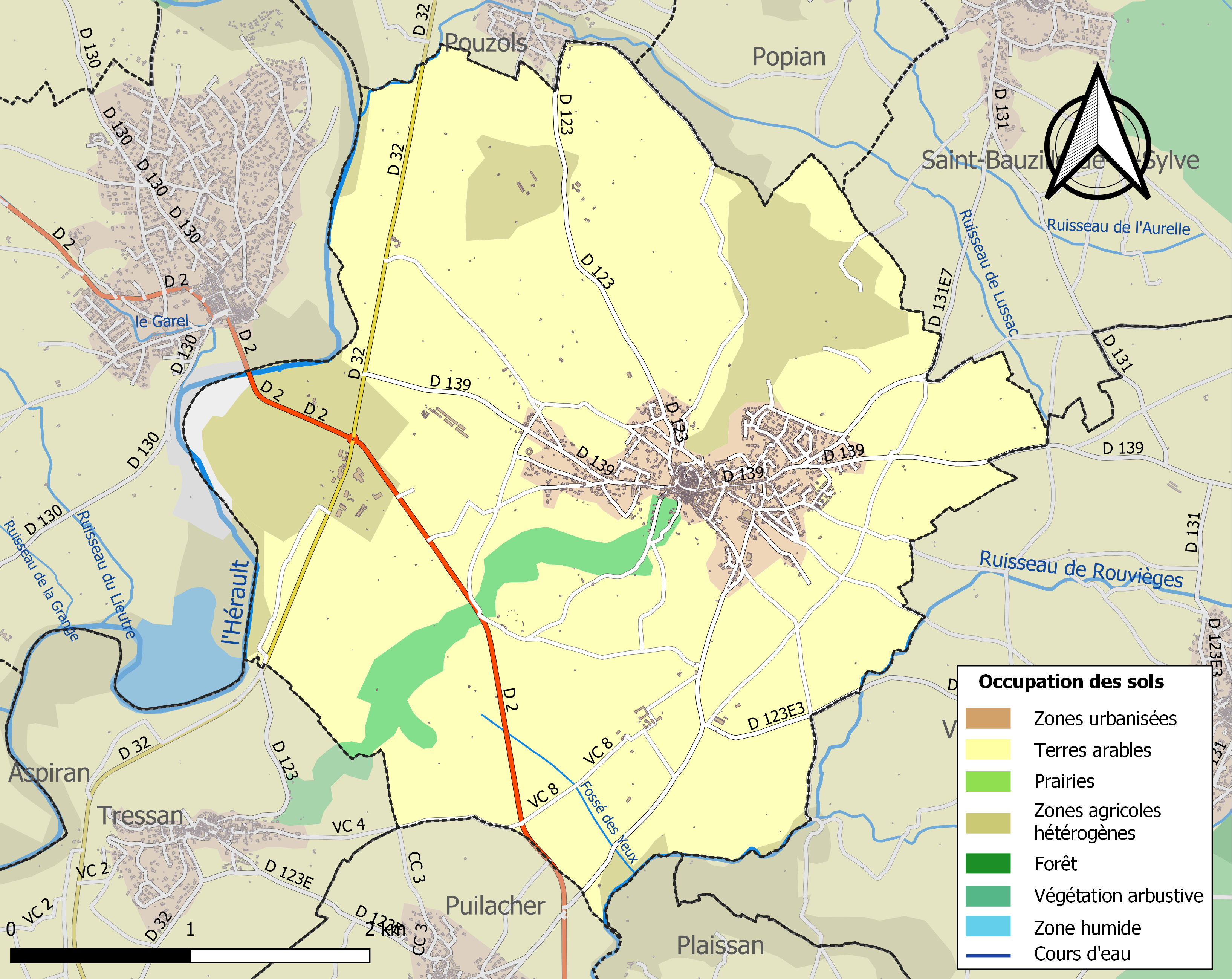
Kaart van de gemeente met belangrijkste infrastructuur, bodemgebruik en omliggende gemeenten

## Demografie
Onderstaande figuur toont het verloop van het inwonertal (bron: INSEE-tellingen).